# Trigonotis multicaulis
Trigonotis multicaulis är en strävbladig växtart som först beskrevs av Dc., och fick sitt nu gällande namn av George Bentham och C. B. Clarke. Trigonotis multicaulis ingår i släktet Trigonotis och familjen strävbladiga växter. Inga underarter finns listade i Catalogue of Life.